# Myrcia flagellaris
Myrcia flagellaris är en myrtenväxtart som först beskrevs av Carlos Maria Diego Enrique Legrand, och fick sitt nu gällande namn av Joáo Rodrigues de Mattos. Myrcia flagellaris ingår i släktet Myrcia och familjen myrtenväxter. Inga underarter finns listade i Catalogue of Life.